# Sis personatges en cerca d'autor
Sis personatges en cerca d'autor (títol original en italià: Sei personaggi in cerca d'autore) és l'obra de teatre més famosa de Luigi Pirandello. Va ser traduïda al català el 1987 per Bonaventura Vallespinosa i el 2016 per Jordi Sarsanedas, ambdues traduccions amb el títol Sis personatges en cerca d'autor.
Fou representada per primer cop el 9 de maig de 1921 al Teatro Valle de Roma, però en aquella ocasió tingué una rebuda tronada, ja que molts espectadors varen reaccionar-hi amb crits de «Manicomio! Manicomio!»(casa de bojos). Fou determinant per al subsegüent èxit d'aquesta obra dramàtica, la tercera edició, del 1925, en la qual l'autor afegí un prefaci en què en va aclarir la gènesi, les intencions i la temàtica fonamental. A Catalunya l'obra va ser estrenada pel teatre Romea el març del 1924, amb l'assistència personal de l'autor, però el Romea no va poder consolidar un públic per a aquest tipus de teatre.
És considerada la primera obra de la trilogia del teatro nel teatro, que inclou Questa sera si recita a soggetto i Ciascuno a suo modo.

## Traduccions al català
- Pirandello, Luigi. Sis personatges en cerca d'autor; Enric IV. Traducció: Bonaventura Vallespinosa. volum 16.  Barcelona: Edicions 62 i "La Caixa", juliol 1987 (Les Millors Obres de la Literatura Universal. Segle XX). ISBN 9788429726312.
- Pirandello, Luigi. Sis personatges en cerca d'autor. Traducció: Jordi Sarsanedas i Vives.  Barcelona: Institut del Teatre - Comanegra s.l., 2016, p. 108. ISBN 978-84-16605-14-9.